# Авакум (пророк)
Авакум (хебр. חֲבַקּוּק) је један од дванаесторе јеврејских малих пророка, аутор књиге назване по њему, који је прорекао долазак Месије и ропство Израиља (Књига пророка Авакума).

## Име
О значењу хебрејског имена пророка Авакума, које се у књизи помиње два пута (Хаб 1.1; 3.1), истраживачи немају једногласно мишљење. Јеврејска традиција, Јероним Стридонски и неки тумачи 19-20. века. (свештеник А. Глаголев, архиепископ Вартоломеј (Ремов) име „Аввакум“ везују за хебрејски глагола „загрлити“. Међутим, један број научника (М. Нот, В. Олбрајтт и други) изводи закључак о имену пророк од акадске речи хамбакуку(м) – баштенска биљка.

## Живот
Поуздани подаци о животу Аввакума нису сачувани. У неканонском делу Дан 14. 33-39 налази се прича о Авакуму, који је донео храну пророку Данију, који је бачен у лављу јаму. Према грчком натпису ове легенде о Вили и змају (Дан 14 (LXX), Авакум је био син извесног Левита Исуса. По јеврејском предању, Авакумова мајка је била Сонамитка, коју је пророк Јелисеј (крај 10. - почетак 9. века пре нове ере) предвиђа да ће за годину дана загрлити свог сина (2 Цар. 4,16) (Зохар 1,7; 2,44-45). У биографији пророка, која вероватно датира из ранијег јеврејског извора, и који је до нас дошао у различитим издањима, а приписује се светима Епифанију Кипарском, Доротеју Тирском и Исихију Јерусалимском, преноси се да је Авакум био из племена Симеоновог, сина извесног Асафата из Ветозера, преживео поробљавање Јерусалима, а преминуо само две године пре повратка Јевреја из заточеништва. Гроб му је био у граду Кеил (Еусебије Ономастикон 114. 15, али постоји и индикација града Габата - Ономастикон 70. 23. Псеудо-Епифаније (Де вита пропхетарум. 16) извештава о сахрани Авакума у његовом родном граду (Бетозеру).
На основу сведочења саме књиге, Јудеја, могуће Јерусалим, сматра се местом где је Авакум проповедао (уп. Ав. 2,7). Време његовог служења одређено је предвиђањем најезде Халдејаца (Хаб 1,6) и описом стања јеврејског друштва, у коме се, упркос безакоњу које је владало, наставило богослужење у храму. Ова дуга индикација омогућава да се пророкова служба датира на различите начине: у време владавине царева Језекије (Јунгерс – између 714. и 700.), Манасије (Глагољев, епископ Паладије), Јоакима и доба халдејске инвазије ( од 650. до 590. године п. н. е. – датовање које доминира у научној литератури).

## Књига пророка Авакума
Натписи (Хаб 1.1; 3.1) деле Књигу пророка Авакума на 2 дела. „Пророчка визија“ се односи на прва 2 поглавља, чија је главна тема предвиђање надолазеће инвазије Халдејаца и проказивање неправедних народа; „Молитва Авакума, пророка, за певање“ истиче теофанијски псалам који приказује предстојећи суд Господњи (Ав. 3). Састав књиге састоји се од 3 дела. Први (1. 2-2. 5) поставља централни теолошки проблем читаве књиге – проблем теодицеје: како Творац, који влада светом и историјом, може дозволити угњетавање праведника (1. 11-12). ) од злих људи. Као одговор на „плач“ о насиљу и безакоњу у Јудеји (1. 2-4), Бог даје пророку предвиђање о нападу Халдејаца који им је послат као казна (1. 5-11) да би обновили Закон (1. 12б). Пророк оплакује насиље које су починили зли људи Халдејци (1. 12-17), и добија одговор-обећање Господње, откривајући Промисао Божију у историји: сво насиље и надменост непријатеља биће уништено, али ко је веран Богу биће спасен (ст. 2, 1-5, посебно стих 4). Господ се такође покорава паганским силама, које користи као оруђе свог промисаоног деловања у историји – да би обновио закон – и које саме онда постају предмет његовог казненог суда.
У другом делу ово обећање је конкретизовано у 5 клетви против Халдејаца (2,6-20) због њихове суровости, безакоња и идолопоклонства.
Трећи део – „молитва пророка Авакума“ (3. 1-19) – приказује долазак Судије света, а хришћанска традиција га тумачи као да садржи месијанска предвиђања о оваплоћењу Исуса Христа (3. 3). ).
Његова пророчанства, која се састоје од три кратка поглавља, чине 8. књигу збирке 12 мањих пророка (треи-хасар) у јеврејском канону. Време и место Аввакумове делатности није тачно назначено; али из садржаја његових говора, у којима се жали на угњетавање слабих од стране јаких и говори (Ав. 1, 6) о освајањима Халдејаца, можемо закључити да је живео у време прве најезде Халдејаца. на Јерусалиму, под царем Јоакимом. Мишљење талмудиста да је Авакум син Шунамита којег је васкрсао Јелисеј (2 Цар. 4) нема основа, иначе је Авакум морао имати преко 300 година.